# シルトプロット
シルトプロット（Schild plot、シルドプロット）は、線型回帰（シルト回帰）を用いてアンタゴニストの薬理学的効力（pA2値）を決定するためのグラフを用いた方法である。名称はハインツ・オットー・シルトに因む。シルトプロットはアンタゴニストのモル濃度の対数（log [Antagonist]）とアンタゴニストの阻害作用（log (r-1) で表わされる）との間の線型関係を描写する。
{\displaystyle \operatorname {p} A_{2}=-\log \,[Antagonist]+\log \,(r-1)}
シルトプロットの回帰線は特に重要であり、傾きは拮抗作用の性質に関する情報を与える。回帰線の横軸切片はアンタゴニストの効力（pA2値）に対応する。

## 方法
シルトプロットを描き、pA2値を計算するためには、薬理学的試験系（例えば培養細胞や組織）あるいは実験動物に様々な濃度のアンタゴニストを投与する。次に次第に濃度が増加するアゴニストを添加あるいは投与し、最大活性の半分が観察されるアゴニストの濃度（EC50）を決定する。この値はアンタゴニストの濃度に依存し、アンタゴニストの濃度が上昇するにつれて増大する。アンタゴニスト存在下でのEC50とアンタゴニスト非存在下でのEC50の比は濃度比r（用量比DRとも）と呼ばれる。
{\displaystyle r={\frac {EC_{50}(+Antagonist)}{EC_{50}(-Antagonist)}}}
異なる濃度のアンタゴニストについて決定された濃度比 rをlog (r-1) へと対数変換し、アンタゴニストのモル濃度の対数に対してプロットする。横軸切片はアンタゴニストのpA2値に対応し、傾きはアンタゴニストの阻害機構に関する情報を与える。
また、EC50以外の値（例えばEC75やEC25）を基にしたシルトプロットも理論的に可能である。

## 解釈
pA2値の決定以外にもシルトプロットからは拮抗作用の定性的な特徴に関する情報が得られる。回帰関数の線型性や回帰線の傾きが1であることは、競合的拮抗作用が存在することのよい判断材料である。これらの条件下では、pA2値はアンタゴニストの親和性定数 pKBに一致する。

### 線型性からのずれ
回帰線が非線型的挙動を示す場合、その他全ての条件（特にアンタゴニストによって引き起こされるアゴニストの用量反応曲線の平衡右側シフト）が満たされるとしても、もはや純粋な競合的拮抗作用が存在するということはできない。2つ以上の線型部分が存在する場合は、受容体にアゴニストとアンタゴニストが競合する2つ以上の結合部位が存在すること示す。

### 傾き
回帰線が線型に近いとしても、回帰関数の傾きが1よりも大きい時は、アンタゴニストの作用が不均衡に減少していることを意味し、実験条件下でアンタゴニストの不活性化あるいは取り込みが起こっていることが示唆される。この現象はアンタゴニストのインキュベーション時間が不十分な場合にも起こる。
シルトプロットの傾きが1よりも小さくなる場合は頻繁に見られるが、これはアゴニストの不活性化あるいは取り込みに起因する。アンタゴニストとアゴニストに対する親和性が異なる複数の結合部位でのこれらのリガンドの競合によって傾きが1より小さくなる。

## 代替方法
代替となる方法には、ジョン・ガッダムによるGaddum式や、Cheng-Prusoff式がある。